# Struška dolina
Struška dolina je suho kraško polje, 40 km jugovzhodno od Ljubljane v občini Dobrepolje na nadmorski višini okoli 420 metrov.
Struška dolina predstavlja nadaljevanje Dobrepoljske doline; skupaj tvorita skoraj 15 km dolgo, od nekaj sto metrov do 3 km široko kraško polje med hrbtom Male gore na zahodu in Suho krajino na vzhodu. 
Dolina je dobila ime po osrednjem naselju, in sicer Strugah. Ob dolini poteka lokalna cesta proti Vidmu, Kočevju ali Žvirčah. 
Dolina nima stalnih površinskih vodotokov, ob vznožju Male gore se nahajajo številne podzemeljske jame (Kompoljska jama, Tatrca, Potiskavška jama, Podtaborska jama, Jama na Ravnici). Ob septembrskih poplavah leta 2010 je skoznje pridrla odvečna voda iz ribniškega polja, zato je bila večina doline poplavljene.